# Улица Шардени
У́лица Шардени́ (груз. შარდენის ქუჩა) — пешеходная улица в старой части города Тбилиси, столицы Грузии. Один из главных туристических маршрутов.

## История
Проложена в торгово-ремесленной части старого города, предыдущее название — Тёмный ряд — из-за перекрывавших её в то время на всём протяжении сводов. На улице торговали предметами домашнего обихода. Наименование «ряды» имели и соседние улицы, одна из них — Ватные ряды — это название сохранила.
В настоящее время улица носит имя французского путешественника и писателя Жана Шардена, совершившего в XVII веке длительное путешествие на Восток и, в частности, в Грузию. В 1672 году он посетил Тбилиси и оставил описание города и самое раннее из дошедших до нас его графических изображений. Во время путешествия француз выдавал себя, в целях безопасности, за миссионера.
В 1981 году улица была реконструирована авторской группой под руководством Г. Битиашвили и стала целиком пешеходной (большая редкость для Тбилиси). Первые этажи жилых домов на улице были переданы под размещение кафе, фирменных магазинов, мастерских и т. п.
Начатая в XXI веке реставрация улицы предполагала сделать из неё улицу мастеров-ремесленников и подобие Монмартра в Париже, но оформилась в коммерческую улицу — из бутиков, кафе и ресторанчиков и лишь нескольких выставочных галерей, — тем не менее очень приятную для пешеходных прогулок. 
В д. 4 находится Шардени-бар, в котором произошёл инцидент, имевший трагические последствия.

## Достопримечательности

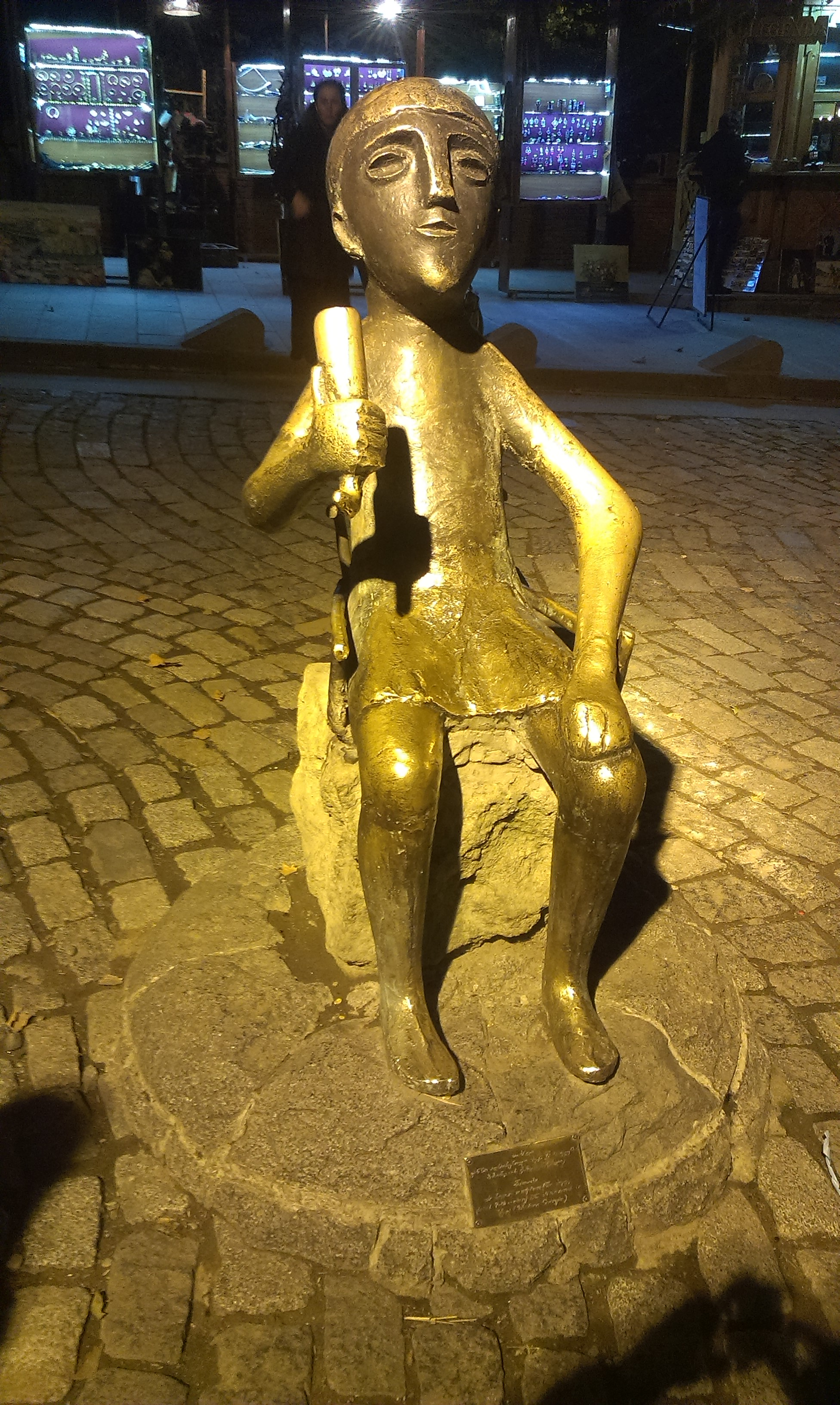
Статуя тамады

Памятник Тамаде — бронзовая увеличенная копия той, сделанной ещё в VII до н. э., которую нашли археологи во время раскопок в Западной Грузии.
Памятник режиссёру Сергею Параджанову (2004, скульптор В. Микаберидзе, на стене д. 12 по улице Ватный ряд).
д. 19 — Музей гобелена Тбилисской Академии художеств